# 昂格吕泽勒和库尔塞勒
昂格吕泽勒和库尔塞勒（法語：Angluzelles-et-Courcelles，法語發音：[ɑ̃ɡlyzɛl e kuʁsɛl]）是法国马恩省的一个市镇，位于该省南部偏西，属于埃佩尔奈区。

## 地理
昂格吕泽勒和库尔塞勒（48°39'33"N, 3°52'46"E）面积13.7 平方千米，位于法国大東部大區马恩省，该省份为法国东北部内陆省份，北起阿登省，西北接埃纳省，西南接塞纳-马恩省，南至奥布省，东南接上马恩省，东临默兹省。
与昂格吕泽勒和库尔塞勒接壤的市镇（或旧市镇、城区）包括：奥涅、科鲁瓦、福-弗雷奈、马里尼、普勒尔、塔阿。

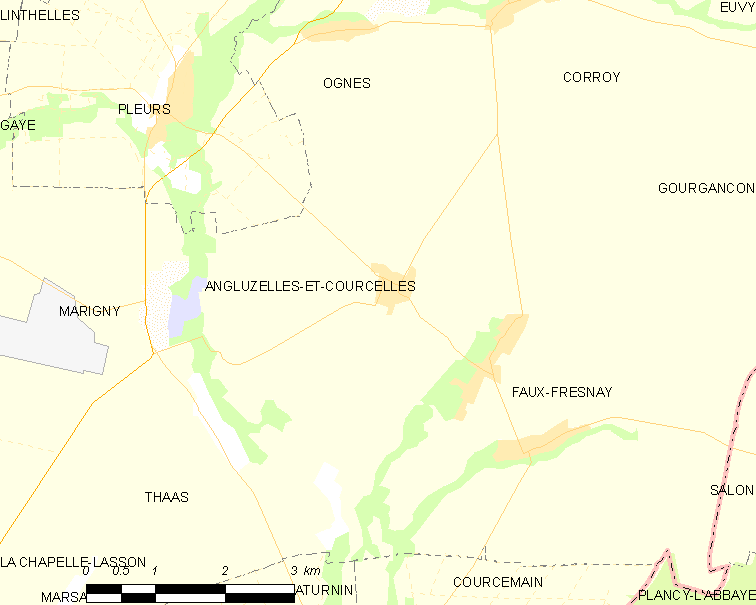
昂格吕泽勒和库尔塞勒的OSM定位图

昂格吕泽勒和库尔塞勒的时区为UTC+01:00、UTC+02:00（夏令时）。

## 行政
昂格吕泽勒和库尔塞勒的邮政编码为51230，INSEE市镇编码为51010。

## 政治
昂格吕泽勒和库尔塞勒所属的省级选区为韦尔蒂-香槟平原县。

## 人口

1962-2008年间昂格吕泽勒和库尔塞勒人口变化图示

昂格吕泽勒和库尔塞勒于2022年1月1日时的人口数量为143人。